# 아그로수퍼
아그로수퍼(스페인어: Agrosuper)는 칠레의 식음료업 기업이다.

## 브랜드
- 아그로수퍼
- 안데스 부타스
- 아쿠아칠레
- 차오 바스
- 프루토스 델 마이포
- 라 크리안사
- 판초 포요
- 포요스 킹
- 산티
- 소프라발
- 수퍼 비프
- 수퍼 세르도
- 수퍼 포요
- 수퍼 살몬